# Albert Rohrbacher
Pour les personnes ayant le même patronyme, voir Rohrbacher.
Albert Rohrbacher, né le 2 février 1910 à Metz, et mort le 21 janvier 1976 dans cette même ville, est un footballeur français.
Évoluant toute sa carrière professionnelle au FC Metz, il est considéré comme un des meilleurs ailiers droit français des années 1930.

## Biographie

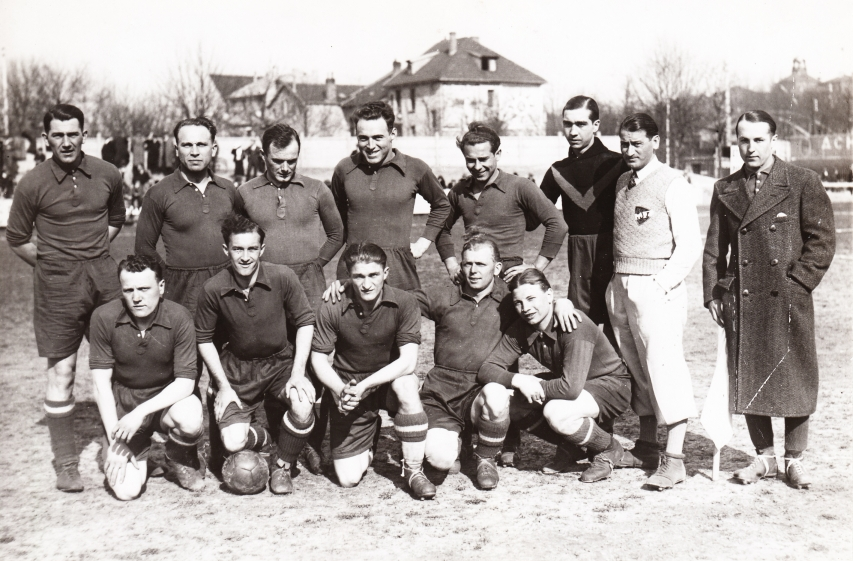
Équipe du FC Metz en mars 1933 avec Albert Rohrbacher, deuxième en bas à gauche.

Remarqué à l'Association sportive messine, Rohrbacher rejoint et entame à partir de 1932 une carrière professionnelle au FC Metz (qui devient le Club des Sports de Metz de 1934 à 1936).  
Entre 1932 et 1939, Rohrbacher marque avec le FC Metz 95 buts, dont 40 en première division championnat de France, ce qui fait de lui le dixième meilleur buteur de l'histoire du club. Il atteint avec le club messin la finale de la Coupe de France en 1938. Contre l'Olympique de Marseille, Rohrbacher se distingue en égalisant à la 84e minute, mais Marseille l'emporte finalement 2-1 après prolongation.
Après sa carrière sportive, il est greffier au tribunal de Metz. Il décède à 65 ans, renversé par une voiture en allant s’acheter des journaux sur l’avenue de Strasbourg à Metz.